# Nothobranchius janpapi
Nothobranchius janpapi là một loài cá thuộc họ Aplocheilidae. Nó là loài đặc hữu của Tanzania. Các môi trường sống tự nhiên của chúng là sông có nước theo mùa and intermittent đầm lầy nước ngọt.